# دیوید ایوون جونز
دیوید ایوون جونز (۱۸ اکتبر ۱۸۸۳–۱۳ آوریل ۱۹۲۴) یک کمونیست، سردبیر روزنامه و زندانی سیاسی ویلزی بود. او همچنین یکی از مخالفان اصلی و معروف تفکیک نژادی آفریقای جنوبی و از نخستین فعالان در آفریقای جنوبی بود که برای تساوی حقوق سیاهپوستان در آفریقای جنوبی مبارزه می‌کرد. جونز همچنین یکی از بنیان‌گذاران حزب کمونست آفریقای جنوبی بود. او در سال ۱۹۱۷ در راستای تشکیل نخستین اتحادیه کارگری سیاه‌پوستان آفریقای جنوبی و کارگران صنعتی آفریقا نقش برازنده‌ای ایفا کرد. سپس او یکی از نخستین کسانی بود که آثار ولادیمیر لنین را به انگلیسی ترجمه کرد و نخستین کلاس‌های شبانه را برای کارگران آفریقایی ایجاد نمود. او در سال ۱۹۱۹ به دلیل نشر اعلامیهٔ در حمایت از کمونیزم و تساوی نژادی محکوم و سپس زندانی شد که نخستین پرونده بزرگ دادگاه علیه کمونیزم در تاریخ آفریقای جنوبی به حساب می‌رفت. جونز به عنوان تأثیرگذارترین سوسیالیست آفریقای جنوبی در زمان خود شناخته می‌شود.
جونز پس از این‌که در سال ۱۹۱۰ به آفریقای جنوبی رسید، یک مسیحی لیبرال بود و یکی از حامیان حزب کارگر آفریقای جنوبی (SALP)، حزب طرفدار جدایی شد که بعداً در سال ۱۹۱۴ دبیرکل این حزب تعیین گردید. هرچند، اندکی بعد او به عنوان رهبر حزب کارگر آفریقای جنوبی از سمت خود کنار رفت و یک کمونیست و آتئیست شد که بقیه عمر زندگی خود را صرف مبارزه علیه جدایی نژادی، سرمایه‌گرایی و استعمار کرد. جونز در اواخر عمرش به یک حامی قدرتمندی بلشویک‌ها و رهبر آنان یعنی ولادیمیر لنین مبدل شد که لنین نیز به نوبه خود تحت تأثیر گزارش‌های تقسیمات طبقاتی و نژادی در آفریقای جنوبی قرار گرفت.
جونز همچنین از طرف‌داران حزب کمونیست بریتانیای کبیر (CPGB) بود و توسط شمار زیادی از احزاب سیاسی و سوسیالیست ضد آپارتاید شامل حزب کمونیست آفریقای جنوبی، حزب کمونیست بریتانیا و کنگره ملی آفریقا، شخصیت نمادین و قهرمان محسوب می‌شد. طبق سخن باروخ هیرسون مورخ، ناسیونالیست ویلزی و عشق جونز به ادبیات، به او «نفرت طولانی مدت در برابر ظلم و ستم ملی» را تزریق کرد.

## اوایل زندگی، خانواده و تاریخچه

### طفولیت و خانواده
دیوید جونز در ۱۸ اکتبر سال ۱۸۸۳ در آبریستویت، شهری واقع در ویلز به دنیا آمد. او هنگامی‌که در اوان جوانی قرار داشت، پدر و مادرش درگذشتند و او را تنها گذاشتند که جونز مجبور شد در کنار اعضای خانواده مختلف بزرگ شود. جونز در دو شهر؛ آبریستویت و لمپتر به عنوان بقال در تجارت خانوادگی کار کرد. خانواده جونز از یک منطقه کشاورزی کوهستانی و فقیر ویلز به نام ماینید بچ (Mynydd-Bach) بود. منطقهٔ که روزگاری مرکز جنگ چریکی بود و کشاورزان و غاصبین کوچک در برابر تلاش‌های زمین‌داران بریتانیایی می‌جنگیدند تا زمین‌های مشترک را احاطه نمایند. جان ایوان جونز، پدربزرگ او، از مبارزان نامور در راستای عوامل رادیکال و لیبرالیزم در شهر آبریستویث بود. گفته می‌شود که باورها و اعتقادات پدربزرگش تأثیری زیاد بر دیوید جونز گذاشته‌است.

### اعتقادات اولیه مذهبی
جونز در دوران جوانی شدیداً تحت تأثیر عقاید جورج ایری ایوان، وزیر یونیتارین اسبق قرار گرفت. او جونز را تشویق کرد تا عقاید متودیست کالوینیستی پدرش را رها نموده و مذهب یونیتارینزم را بپذیرد. او قبل از بازگشت به شهر آبایی‌اش «آبریستویث» و پیوستن به جماعت توحیدگرایان، در سال ۱۹۰۱ به شهر لمپتر نقل مکان نمود و در آنجا با دیدگاه‌های متفاوت مسحیت مواجه شد. جونز به دلیل اعتقادات توحیدگرایانه‌اش اغلباً از سوی همسایگانش مورد توهین و سرزنش قرار می‌گرفت. همچنین به‌خاطر انتخاب‌اش برای پیوستن با جبهه معروف به «نقطه سیاه» در محل کار و جاده‌ها با مخالفان مذهبی اش دست و گریبان بود. علاوه بر سایر علاقه‌مندی او، مورخین دریافتند که جونز به فلسفه نیز علاقه داشت و اغلباً نقل قول‌های را از امانوئل کانت و افلاطون می‌نوشت.
طبق سخن باروخ هیرسون مورخ، ناسیونالیست ویلزی و عشق جونز به ادبیات ویلز در تن او «نفرت طولانی مدت در برابر ظلم و ستم ملی» را تزریق کرد. جونز، خزانه‌دار و منشی کلیسای کوچک توحیدگرایان شهر آبریستویت تعیین شد و به زودترین فرصت به مرکز سیاست‌های جناح چپ توسعه یافت. تاریخچه این کلیسای کوچک نشان می‌دهد که معدن‌چیان اعتصاب کننده از سوی جماعت توحیدگرا دعوت شدند و این جماعت برای معدن‌چیان پنرین که سه سال بی‌کار بودند، پول جمع‌آوری نمودند. تاریخچه کلیسا همچنین نشان می‌دهد که جماعت مزبور از گرترود فون پتزولد که به عنوان نخستین زن منصوب شده در بریتانیا معروف بود، میزبانی کرد.
طبق سخن اسلوین اپ نیکولاس (Islwyn ap Nicholas)، جونز در این زمان یک «اومانیست مسیحی» بود:
ایوان به نظر می‌رسید که یک اومانیست مسیحی بود، مگر این‌که در اصطلاحات تناقض وجود داشته باشد. او در حقیقت بیش از هر چیزی یک اومانیست بود و هم‌واره بر آموزه‌های اجتماعی و اقتصادی عیسی تأکید می‌نمود.

## مرگ و میراث (۱۹۲۴ الی اکنون)
پس از این‌که دیوید ایوون جونز در ۱۳ آوریل سال ۱۹۲۴ بر اثر ابتلاء به مرض توبرکلوز در گذشت، او را به‌خاطر تعهدش نسبت به سوسیالیزم در قبرستان معروف نوودویچی مسکو به عنوان پاداش از سوی دولت کمونیست روسیه به خاک سپردند. بعد از او، دو رهبر دیگر حزب کمونیست آفریقای جنوبی؛ جی‌بی مارکس و موسی کوتان نیز در کنار او به خاک سپرده شدند. علاوه بر این، بنای یادبودی که وقف مبارزات دیوید ایوان جونز شده‌است در کلیسای کوچک توحیدگرایان شهر آبریستویث اعمار گردیده‌است.
در سال ۲۰۰۵ پیشنهاد رسمی در پارلمان بریتانیا ارائه شد تا فداکاری و ایثار دیوید ایوان جونز را در راستای بهبود شرایط کاری کارگران آفریقای جنوبی به رسمیت بشناسد. این پیشنهاد توسط ۳۳ نماینده پارلمان از جمله جرمی کوربین به امضاء رسید.
اندکی بعد از مرگ نلسون ماندلا در سال ۲۰۰۳، مراسم یادبود برای دیوید ایوان جونز برگزار شد و از او به‌خاطر مبارزاتش علیه آپارتاید تحسین و توصیف نمودند و مدرک نمودند که مبارزه نلسون ماندلا علیه آپارتاید ادامه مبارزه جونز در عرصه تساوی نژادی در آفریقای جنوبی بود.
در سال ۲۰۱۵ هیئتی متشکل از ۲۰ نماینده سفارت‌خانه و دولت آفریقای جنوبی از قبرستان نوودویچی دیدار کردند تا طبق درخواست بازماندگان آن‌ها بقایای جسد مارکس و کوتان را به آفریقای جنوبی بازگردانند. هنگامی‌که هیئت در قبرستان حضور یافتند، به آرامگاه دیوید ایوون جونز نیز ادای احترام کردند.
در سال ۲۰۱۵، جونز در یک نظرسنجی از سوی خوانندگان نهاد ویلز آنلاین، در جمله «۵۰ تأثیرگذارترین سیاست‌مدار تاریخ ویلز» رده ۳۰مین را به‌خود اختصاص داد.
میراث او از سوی کنگره ملی آفریقا و حزب کمونیست آفریقای جنوبی بیشتر مورد احترام قرار دارد. زندگی‌نامه جونز توسط گوین آلف ویلیامز و باروخ هیرسون به رشته تحریر درآمد و در سال ۱۹۹۵ منتشر شد. مقالات و نوشته‌های آرشیوی مربوط به مطالعه دیوید ایوون جونز را می‌توان در دانشگاه سوانزی یافت.